# Izquierda Socialista Democrática
Izquierda Socialista Democrática (en italiano: Sinistra Socialista Democratica, abreviado SSD) fue un partido político de izquierdas de la República de San Marino, nacido en 2016 como coalición y en 2017 como partido, de la fusión de Izquierda Unida, Progresistas y Reformistas y Laboratorio Democrático. El partido se disolvió el 30 de diciembre de 2020 para integrarse en la nueva formación Libera San Marino.

## Historia
Para las elecciones generales de 2016, Izquierda Socialista Democrática se presentó junto a Cívico10 y República Futura en la coalición Adesso.sm.
Tras el desempate del 4 de diciembre, esta coalición ganó las elecciones y obtuvo la mayoría de los escaños en el Consejo Grande y General y en el Congreso de Estado.
Izquierda Socialista Democrática estuvo representada por 13 Concejales y 3 Secretarios de Estado, siendo el partido de mayoría relativa en el Consejo Grande y General.
El 17 y 18 de noviembre de 2017 se celebró el primer Congreso de SSD, donde se estableció finalmente la unión de sus tres miembros.

## Resultados electorales
| Año   | Votos      | %     | Resultado | +/- | Gobierno  |
| ----- | ---------- | ----- | --------- | --- | --------- |
| 2016  | 2.352 (#3) | 12,11 | 14/60     | 9a  | Coalición |
| 2019b | 2.964 (#3) | 16,49 | 10/60     | 4   | Oposición |

aRespecto al resultado de Izquierda Unida (San Marino) en 2012.
bDentro de Libera.